# Bernardo Lanzetti (1980)
Bernardo Lanzetti è il secondo album da solista di Bernardo Lanzetti.
È stato pubblicato nel 1980 dall'etichetta Ciao Records SRL.
La versione internazionale si intitola No Limits.

## Tracce
1. Amore di Saccarina
2. In taxi non vale
3. Un barista (nella sua serata libera)
4. Bad Rock & Roll
5. I sopravvissuti
6. Generazione nucleare
7. Uno o nessuno
8. Un mostro nella mia vi-ta-ta
9. Sharanga!
10. Musica maledetta